# Seven Seas Publishers
Seven Seas Publishers war ein Verlag für englischsprachige Literatur im DDR-Verlag Volk und Welt, gegründet von Gertrude Heym, der Ehefrau von Stefan Heym, nach der Rückkehr aus dem amerikanischen Exil. 
Ursprüngliche Zielsetzung der Gründung war, nach erfolgloser Suche nach einem Verlag, die Herausgabe von Heyms englischsprachigen Werken der Exiljahre zu gewährleisten. Die Unternehmung wurde 1980 wieder aufgelöst.
Die ersten Panther Books, wie sie zunächst hießen, wurden 1953 im Paul List Verlag veröffentlicht. 1958 wurden die Panther Books schließlich an Volk und Welt abgegeben und in Seven Seas Publishers umbenannt. Seven Seas veröffentlichte neben literarischen Klassikern (Mark Twain, Walt Whitman) hauptsächlich Belletristik und populärwissenschaftliche Literatur von Autoren des linken politischen Spektrums aus den USA (John Reed, William E. B. Du Bois, Albert Maltz, Ring Lardner jr., Abraham Polonsky, Alvah Bessie), Kanada (Farley Mowat), Großbritannien (Ivor Montagu, A. L. Morton, Christopher Caudwell), Irland, Südafrika (Alex La Guma), Australien (Dymphna Cusack, Dorothy Hewett) und Guyana (Cheddi Jagan).
Daneben erschienen Bücher von in der DDR lebenden englischsprachigen Autoren (Walter Kaufmann, Frederick Rose) und DDR-Autoren (Arnold Zweig, Bruno Apitz, Christa Wolf, Louis Fürnberg, Johannes Bobrowski, Anna Seghers, Günter de Bruyn, Fred Wander, Franz Fühmann) in englischer Übersetzung.
Die Bücher wurden hauptsächlich ins nicht sozialistische Ausland exportiert. Indien war beispielsweise ein großer Markt für die Seven Seas Books; dort waren sie sogar häufig Ausgangspunkt für Weiterübersetzungen in regionale Sprachen.